# Tobias Bayer
Tobias Bayer (Ried im Innkreis, 17 de noviembre de 1999) es un ciclista austriaco que compite con el equipo Alpecin-Deceuninck.

## Biografía
Tobias Bayer comenzó a andar en bicicleta en 2015. Una de sus primeras carreras fue la carrera de aficionados Race Around Austria. Su padre también solía correr en bicicleta, como ciclista de montaña aficionado. Participó en el primer Campeonato Mundial en Colorado en 1990.
En junio de 2019 participó en el campeonato de Austria en ruta, disputado cerca de Mondsee. En medio de varios profesionales del World Tour, terminó quinto a los 19 años y ganó el título de categoría sub-23. En 2020 volvió a ser campeón nacional sub-23 pero en esta ocasión en la modalidad de contrarreloj. Para la temporada 2021 fichó por el equipo belga Alpecin-Fenix. Consiguió el 3.er puesto en el campeonato de Austria de contrarreloj y fue incluido en el equipo de la Vuelta a España de la que tuvo que retirarse en la 12.ª etapa a consecuencia de una caída. 
Bayer amplió su contrato con Alpecin-Fenix y lo firmó hasta 2023.

## Palmarés
2025
- 3.º en el Campeonato de Austria en Ruta

## Resultados

### Grandes Vueltas
| Carrera | Carrera         | 2018 | 2019 | 2020 | 2021 | 2022  | 2023  | 2024 | 2025 |
| ------- | --------------- | ---- | ---- | ---- | ---- | ----- | ----- | ---- | ---- |
|         | Giro de Italia  | —    | —    | —    | —    | 100.º | —     | 96.º | —    |
|         | Tour de Francia | —    | —    | —    | —    | —     | —     | —    | —    |
|         | Vuelta a España | —    | —    | —    | Ab.  | —     | 141.º | —    | —    |

### Clásicas, Campeonatos y JJ.OO.
| Carrera              | Carrera              | 2018 | 2019 | 2020 | 2021 | 2022 | 2023 | 2024 |
| -------------------- | -------------------- | ---- | ---- | ---- | ---- | ---- | ---- | ---- |
| Mundial en Ruta      | Mundial en Ruta      | —    | —    | —    | —    | 62.º | ―    | Ab.  |
| Austria en Ruta      | Austria en Ruta      | Ab.  | 5.º  | 11.º | 4.º  |      |      |      |
| Austria Contrarreloj | Austria Contrarreloj | 17.º | —    | —    | —    |      |      |      |

—: No participa

Ab.: Abandona

X: No se disputó

## Equipos
- Tirol (2018-2020)
  - Tirol Cycling Team (2018)
  - Tirol KTM Cycling Team (2019-2020)
- Alpecin (2021-)
  - Alpecin-Fenix (2021-2022)[5]
  - Alpecin-Deceuninck (2022[6]-)